# Dünserberg
Dünserberg är en ort och kommun i distriktet Feldkirch i förbundslandet Vorarlberg i Österrike.
Kommunen består av orter (Ortschaften) (inom parentes invånarantal 1 januari 2024):
- Dünserberg (72)
- Schnifnerberg (77)